# Saison 12 de NCIS : Enquêtes spéciales
Chronologie
Saison 11 Saison 13
Cet article présente le guide des épisodes de la douzième saison de la série télévisée américaine NCIS : Enquêtes spéciales (NCIS).

## Distribution

### Acteurs réguliers
- Mark Harmon (VF : Hervé Jolly) : Leroy Jethro Gibbs, chef d'équipe du NCIS
- Michael Weatherly (VF : Xavier Fagnon) : Anthony "Tony" DiNozzo Jr., agent spécial du NCIS
- Pauley Perrette (VF : Anne O'Dolan) : Abigail Sciuto, experte scientifique du NCIS
- Sean Murray (VF : Adrien Antoine) : Timothy McGee, agent spécial du NCIS
- Brian Dietzen (VF : Christophe Lemoine) : Jimmy Palmer, médecin légiste assistant du NCIS
- Emily Wickersham (V.F. : Barbara Beretta) : Eleanor « Ellie » Bishop, agent spécial du NCIS
- Rocky Carroll (VF : Serge Faliu) : Leon Vance, directeur du NCIS
- David McCallum (VF : Michel Le Royer) : Donald Mallard, médecin légiste du NCIS

### Acteurs secondaires et invités
- Rudolf Martin : Ari Haswari (demi-frère de Ziva David) (épisode 1)
- Ethan Rains : Kevin Hussein, superviseur informatique du NCIS (épisode 1 et 10)
- Alex Veadov : Sergei Mishnev, mercenaire international (épisodes 1, 11 et 15)
- Lev Gorn : Anton Pavlenko, conseiller russe[1] (épisodes 1, 4 et 15)
- Johann Urb : Burt Moore, sergent de la police forestière (petit ami d'Abigail Sciuto) (épisode 2 et 8)
- Tony Gonzalez : Tony Francis, Agent du NCIS[2] (épisode 2)
- Adam Campbell : Donald Mallard jeune[3] (épisode 3)
- Leslie Hope : Sarah Porter, Secrétaire à la Navy (épisode 4)
- Diane Neal : Abigail Borin, agent spécial du CGIS (épisode 5)
- Marisol Nichols : Zoë Keates, agent spécial de l'ATF (petite amie d'Anthony DiNozzo) [4] (épisodes 6, 12 et 20)
- Jamie Bamber : Jake Malloy, avocat de la NSA (mari d'Eleanor Bishop) [5] (épisodes 9, 14 et 22)
- Melinda McGraw : Diane Sterling, agent spécial de l'IRS (ex-femme no 1 de Gibbs et Fornell) (épisode 11)
- Jeri Ryan : Rebecca (ex-femme no 2 de Gibbs)[6] (épisode 11)
- Lindsey Kraft : Sarah Goode (épisode 12 et 23)
- Joe Spano : Tobias C. Fornell, agent spécial du FBI (épisodes 12 et 15)
- Susanna Thompson : Hollis Mann, enquêtrice du DHS (ex-petite amie de Gibbs) (épisode 13)
- Michelle Pierce : Breena Palmer (femme de Jimmy) (épisode 13)
- Tanner Stine : Anthony DiNozzo (jeune)[7] (épisode 14)
- Alan Dale : Tom Morrow, chef de division de la sécurité intérieure (épisode 16)
- Robert Wagner (VF : Dominique Paturel) : Anthony DiNozzo Sr.(épisodes 17 et 20)
- Margo Harshman : Delilah Fielding, analyste du DoD (petite amie de Timothy McGee) (épisode 18)
- Matt L. Jones : Ned Dorneget, agent spécial du NCIS affecté à la cyber-division (épisodes 22 et 23)
- Mimi Rogers : Joanna Teague, Officier de la CIA (mère de Ned Dorneget) [8] (épisodes 23 et 24)

## Production
Le 13 mars 2014, la série a été renouvelée pour une douzième saison.
La douzième saison, comporte 24 épisodes, elle est diffusée du 23 septembre 2014 au 12 mai 2015 sur CBS.
En Suisse, elle est diffusée du 1er février 2015 au 5 juillet 2015 sur RTS Un.
En France, la saison est diffusée du 28 août 2015 au 13 mai 2016 sur M6.
Joe Spano, Margo Harshman, Alan Dale et Robert Wagner sont revenus en tant que récurrents dans un ou plusieurs épisodes de cette saison.

## Épisodes
Pour les titres francophones des épisodes, lorsque ceux-ci seront connus, le titre français (de France) sera inscrit en premier et le titre québécois en deuxième. Lorsqu'il n'y aura qu'un seul titre, c'est que l'épisode aura le même titre en France et au Québec.

### Épisode 1:20kmà l'ouest
- États-Unis /  Canada : 23 septembre 2014 sur CBS / Global
- Suisse : 1er février 2015 sur RTS Un
- France : 28 août 2015 sur M6
- Québec : 7 septembre 2015 sur Séries+

- États-Unis : 18,23 millions de téléspectateurs[11](première diffusion)
- Canada : 2,98 millions de téléspectateurs[12] (première diffusion + différé 7 jours)
- France : 3,41 millions de téléspectateurs[13] (première diffusion)

- Ethan Rains : Kevin Hussein, superviseur informatique du NCIS
- Alex Veadov : Sergei Mishnev, mercenaire international
- Lev Gorn : Anton Pavlenko, conseiller russe
- Alison Haislip : Hannah Banks, commandant de la NAVY
- Beau Wirick : Joseph Hagen, lieutenant de la NAVY
- Regi Davis : Commandant David Smith
- Konstantin Lavysh : Yuri
- Vaz Andreas : Dimitri
- Rudolf Martin : Ari Haswari

### Épisode 2:Tuer le messager
- États-Unis /  Canada : 30 septembre 2014 sur CBS / Global
- Suisse : 8 février 2015 sur RTS Un
- France : 4 septembre 2015 sur M6
- Québec : 14 septembre 2015 sur Séries+

- États-Unis : 18,64 millions de téléspectateurs[14](première diffusion)
- Canada : 2,86 millions de téléspectateurs[15] (première diffusion + différé 7 jours)
- France : 3,77 millions de téléspectateurs[16] (première diffusion)

- Johann Urb : Burt Moore, sergent de la police forestière
- Kim Shaw : Lieutenant Courtney Reed
- Linara Washington : Lara Morgan
- David Gautreaux : Richard Colford
- Carole Weyers (Trish Wallace)
- Rob Gleeson : Nicholas Raymond Dunne
- Brian Ibsen : Bryce Tolson
- Cory Blevins : le père
- Stacie Greenwall : Marge Fields, shérif du comté d'Hartford
- Tony Gonzalez : Tony Francis, agent spécial du NCIS
- Kiara Muhammad : Kayla Vance
- Jessica Brown : Jen
- Sanjay Chandani : Chirurgien

### Épisode 3:Des amis très spéciaux
- États-Unis /  Canada : 7 octobre 2014 sur CBS / Global
- Suisse : 15 février 2015 sur RTS Un
- France : 11 septembre 2015 sur M6
- Québec : 21 septembre 2015 sur Séries+

- États-Unis : 17,27 millions de téléspectateurs[17](première diffusion)
- Canada : 2,56 millions de téléspectateurs[18] (première diffusion + différé 7 jours)
- France : 3,71 millions de téléspectateurs[19] (première diffusion)

- Alice Krige : Maggie Clarke
- Adam Campbell : Ducky (jeune)
- Adam Croasdell : Angus Clarke (jeune)
- Hannah Marshall : Maggie (jeune)
- Matt Burns : Gareth Godfrey
- Alastair Duncan : Peter Velo
- Glenn Taranto : Eddie Kowolski
- Cleo Anthony : Zachary Bucket, commandant de la NAVY
- Nick Massouh : Refet Ramadani, quartier maître
- Peter Elbling : Gentleman / Samuel Colpepper
- Simon James : Vendeur
- Dustin Quick : Jeune femme

### Épisode 4:La Main au collet
- États-Unis /  Canada : 14 octobre 2014 sur CBS / Global
- Suisse : 22 février 2015 sur RTS Un
- France : 18 septembre 2015 sur M6
- Québec : 28 septembre 2015 sur Séries+

- États-Unis : 17,26 millions de téléspectateurs[20](première diffusion)
- Canada : 2,51 millions de téléspectateurs[21] (première diffusion + différé 7 jours)
- France : 3,62 millions de téléspectateurs[22] (première diffusion)

- Leslie Hope : Sarah Porter, secrétaire d'état de la NAVY
- Lev Gorn : Anton Pavlenko, conseiller russe
- Stephanie Jacobsen : Leia Pendergast, agent du FBI
- Victoria Barabas : Nelly Benin
- Michael Ensign : Docteur Ishmael Havana
- Corey Mendell Parker : Agent Bilik
- Zoran Korach : Agent Verma
- Mette Holt : Renata Atal
- Tamara Belous : Sofia Glazman

### Épisode 5:Le San Dominick
- États-Unis /  Canada : 21 octobre 2014 sur CBS / Global
- Suisse : 1er mars 2015 sur RTS Un
- France : 25 septembre 2015 sur M6
- Québec : 5 octobre 2015 sur Séries+

- États-Unis : 17,13 millions de téléspectateurs[23](première diffusion)
- Canada : 2,45 millions de téléspectateurs[24] (première diffusion + différé 7 jours)
- France : 3,85 millions de téléspectateurs[25] (première diffusion)

- Diane Neal : Abigail Borin, agent du CGIS
- Jim Beaver : Capitaine Tom O'Rourke
- Chris Marrs : James Meyer, premier marine
- Lobo Sebastian : Renaldo Aranda / Ingénieur
- Stephanie Charles : Quartier maître Patricia Felton
- Pressly Coker : Quartier maître Leonard Jones
- Erick Lopez : Jaime Ribeiro
- Marcos Cruz : Jeune pirate de l'air

### Épisode 6:Contrôle parental
- États-Unis /  Canada : 28 octobre 2014 sur CBS / Global
- Suisse : 8 mars 2015 sur RTS Un
- France : 25 septembre 2015 sur M6

- États-Unis : 17,53 millions de téléspectateurs[26](première diffusion)
- Canada : 2,44 millions de téléspectateurs[27] (première diffusion + différé 7 jours)
- France : 3,85 millions de téléspectateurs[25] (première diffusion)

- Marisol Nichols : Agent Spécial de l'ATF Zoe Keates
- Millie Bobby Brown : Rachel Barnes
- Josh Randall : Commander de la Navy Ryan Barnes
- Kenneth Mitchell : Nathan Curtis
- Bronson Pinchot : George Burton
- Carlease Burke : D'Arcy McKinna
- R.C. Ormond : Dorian Hobart
- Brady Allen : Benjamin Curtis

- Marisol Nichols, qui apparaît dans cet épisode, était déjà apparue dans un épisode de NCIS : Los Angeles (S02E06) en jouant le rôle de l'ex-épouse (sous-couverture) de l'agent G. Callen.
- Dans cet épisode, DiNozzo évoque qu'il regarde la série "The Big Bang Theory".

### Épisode 7:Aux héros disparus
- États-Unis /  Canada : 11 novembre 2014 sur CBS / Global
- Suisse : 15 mars 2015 sur RTS Un
- France : 2 octobre 2015 sur M6

- États-Unis : 17,49 millions de téléspectateurs[28](première diffusion)
- Canada : 2,64 millions de téléspectateurs[29] (première diffusion + différé 7 jours)
- France : 3,68 millions de téléspectateurs[30] (première diffusion)

- Bart McCarthy : Sergent-maître des Marines à la retraite George Hawkins
- Nikki DeLoach : Lieutenant-colonel de l'US Army Maya Leland
- Aaron Abrams : Todd Price
- Keith Robinson : Henry Caldwell
- Long Nguyen : Ky Van Tu
- Tembi Locke : Alice Kent Staley
- Connor Kalopsis : Oscar
- Tyree Brown : Zak
- Kyla-Drew Simmons : Greta Staley

### Épisode 8:Semper Fortis
- États-Unis /  Canada : 18 novembre 2014 sur CBS / Global
- Suisse : 22 mars 2015 sur RTS Un
- France : 2 octobre 2015 sur M6

- États-Unis : 18,10 millions de téléspectateurs[31](première diffusion)
- Canada : 2,60 millions de téléspectateurs[32] (première diffusion + différé 7 jours)
- France : 3,68 millions de téléspectateurs[30] (première diffusion)

- Salli Richardson-Whitfield : Carrie Clark
- Johann Urb : Burt Moore, sergent des parcs forestiers
- Laura Seay : Anna Dillon
- Dohn Norwood : Sherman T. Harper, sergent de police du comté de Fairfax
- Lou Ferrigno Jr. : Dave Lancellotti
- Cameron Deane Stewart : Ben Koss
- Blake Hood : Bennett Jermaine
- Karl T. Wright : John Hicks
- Anthony Hill : Quartier Maître de troisième classe John Blaney "JB" Hicks
- Samantha Boscarino : Mary LaFleur
- Sergio Enrique : Marine

### Épisode 9:Cloués au sol
- États-Unis /  Canada : 25 novembre 2014 sur CBS / Global
- Suisse : 29 mars 2015 sur RTS Un
- France : 9 octobre 2015 sur M6

- États-Unis : 16,01 millions de téléspectateurs[33](première diffusion)
- Canada : 2,49 millions de téléspectateurs[34] (première diffusion + différé 7 jours)
- France : 4,00 millions de téléspectateurs[35] (première diffusion)

- Jamie Bamber : Jake Malloy, avocat de la NSA
- Klea Scott : Janet Lewis, agent spécial de la TSA
- Trent Dawson : Norman Dopps
- Edie McClurg : Madame Ruth Potts
- Philippe Brenninkmeyer : Dapper Don / Alberto Velez
- Trent Dawson : Mike Beers
- Chris Dougherty : Officier de police de l'aéroport Lou Sandlock
- Chris Flander : Pete / Joseph McBride
- Rane Jameson : Le hipster en pyjama
- Jackie Johnson : Chelsea Mills, météorologiste de ZNN

- Première apparition du personnage de Jake Malloy, le mari d'Ellie Bishop.
- On voit une répétition récurrente du jeu de société Cluedo entre Jake et Tony.

### Épisode 10:Les Règles de nos pères
- États-Unis /  Canada : 16 décembre 2014 sur CBS / Global
- Suisse : 5 avril 2015 sur RTS Un
- France : 9 octobre 2015 sur M6

- États-Unis : 17,53 millions de téléspectateurs[36](première diffusion)
- Canada : 2,50 millions de téléspectateurs[37] (première diffusion + différé 7 jours)
- France : 4,00 millions de téléspectateurs[35] (première diffusion)

- Ethan Rains : Kevin Hussein, administrateur encadrant des systèmes du NCIS
- Erin Allin O'Reilly : Heidi Partridge
- Vik Sahay : Ajay Khan
- Indira G. Wilson : Agent du FBI Patricia Filsk
- Kent Shocknek : Guy Ross, présentateur des nouvelles WJGZ
- David Bickford : Prêtre catholique
- Rick Deats : Amiral de la Navy John McGee

### Épisode 11:Échec au roi
- États-Unis /  Canada : 6 janvier 2015 sur CBS / Global
- Suisse : 12 avril 2015 sur RTS Un
- France : 16 octobre 2015 sur M6

- États-Unis : 19,76 millions de téléspectateurs[38](première diffusion)
- Canada : 2,71 millions de téléspectateurs[39] (première diffusion + différé 7 jours)
- France : 3,51 millions de téléspectateurs[40] (première diffusion)

- Melinda McGraw : Diane Sterling
- Alex Veadov : Sergei Mishnev, mercenaire international
- Jeri Ryan : Rebecca Chase
- Andy Milder : Gene Isaacson
- Reggie Hayes : Mike Batowski
- Cesili Williams : Vera
- Lucy Walsh : Alice
- Alvin Cowan : Officier de la police locale

### Épisode 12:L'Ennemi intérieur
- États-Unis /  Canada : 13 janvier 2015 sur CBS / Global
- Suisse : 19 avril 2015 sur RTS Un
- France : 16 octobre 2015 sur M6

- États-Unis : 19,87 millions de téléspectateurs[41](première diffusion)
- Canada : 2,81 millions de téléspectateurs[42] (première diffusion + différé 7 jours)
- France : 3,51 millions de téléspectateurs[40] (première diffusion)

- Joe Spano : T.C. Fornell, agent senior du FBI (1/2)
- Marisol Nichols : Agent de l'ATF Zoe Keates
- Lindsey Kraft : Sarah Goode
- Stephanie Erb : Rachel Nasry
- Arlen Escarpeta : Randall White, formateur infanterie
- Sterling Macer Jr. : Chris Hegarty, directeur de la sécurité intérieure
- Rachel DiPillo : Chelsea
- Darryl Alan Reed : Cabbie
- Kevin Joy : Kyle Nasry
- Zadran Wali : Imam Musa Ibn Hasan
- A.J. Castro : Chef des SEAL
- Paul A. Magers : Présentateur télé

### Épisode 13:Nous construisons, nous combattons
- États-Unis /  Canada : 3 février 2015 sur CBS / Global
- Suisse : 26 avril 2015 sur RTS Un
- France : 23 octobre 2015 sur M6

- États-Unis : 18,64 millions de téléspectateurs[43](première diffusion)
- Canada : 2,46 millions de téléspectateurs[44] (première diffusion + différé 7 jours)
- France : 3,51 millions de téléspectateurs[45] (première diffusion)

- Susanna Thompson : Hollis Mann
- Michelle Pierce : Breena Palmer
- Keith Sellon-Wright : Xavier Meade, amiral de la Navy
- Alano Miller : Vince Armstrong, agent de la police d'état de Virginie
- Chris Coy : Davis Riley
- Will Green : Mat Jebson
- Andy Favreau : Lieutenant de la Navy Eric Kutzler

- Cet épisode marque la naissance de l'enfant de Jimmy Palmer ; un hommage est alors rendu à la mère de Ducky car l'enfant est nommé comme elle, Victoria.
- Gibbs souffre de la mort de son ex-femme et fait tout pour éloigner ses proches afin de les exposer le moins possible au danger que représente le meurtrier de son ex-femme.

### Épisode 14:La Brigade d'honneur
- États-Unis /  Canada : 10 février 2015 sur CBS / Global
- Suisse : 3 mai 2015 sur RTS Un
- France : 30 octobre 2015 sur M6

- États-Unis : 18,77 millions de téléspectateurs[46](première diffusion)
- Canada : 2,492 millions de téléspectateurs[47] (première diffusion + différé 7 jours)
- France : 3,946 millions de téléspectateurs[48] (première diffusion)

- Jamie Bamber : Jake Malloy, avocat de la NSA
- Steve Harris : Gerald Tanner
- Tanner Stine : Tony DiNozzo jeune
- Lennie Loftin : Frederick Cantor
- Brendan Patrick Connor : Travis "Piggy" Phelps
- Robert Adamson (acteur) : Cadet Lucas Craig
- Cameron Jebo : Cadet Mark Golan
- Phillip Fallon : Travis "Piggy" Phelps jeune

- Retour sur le passé de DiNozzo : une autre vision de l'enfance du personnage.
- L'épisode explique les origines de la passion de DiNozzo pour le cinéma : « Laisse le flingue, prends les Canolli » ; citation tirée du premier Parrain. Or, dans l'épisode Fausse piste, c'est  un certain Barman du nom de Jimmy qui initie Tony en compagnie de l'agent Paula Cassidy.

### Épisode 15:Pour Diane
- États-Unis /  Canada : 17 février 2015 sur CBS / Global
- Suisse : 10 mai 2015 sur RTS Un
- France : 6 novembre 2015 sur M6

- États-Unis : 18,06 millions de téléspectateurs[49](première diffusion)
- Canada : 2,55 millions de téléspectateurs[50] (première diffusion + différé 7 jours)
- France : 3,67 millions de téléspectateurs[51] (première diffusion)

- Joe Spano : T.C. Fornell, agent senior du FBI (2/2)
- Lev Gorn : Ambassadeur russe Anton Pavlenko
- Juliette Angelo : Emily Fornell
- Alex Veadov : Sergei Mishnev, mercenaire international
- Marcelo Tubert : Nazar Boulos
- Joshua Sawtell : Frankie Boulos
- Courtney Hope : Officier Quartier Maître de seconde classe Judy Sloan
- Scott Michael Morgan : Keyes, agent de la police d'état de Virginie
- Presciliana Esparolini : Johnson, agent de la police d'état de Virginie
- Melinda McGraw : Diane Sterling

- Il faut remarquer une forte similitude entre la situation de Fornell et ce qu'il va faire et le passé de Gibbs.
- Explication du lien Ari/Sergei et de la discussion entre Jake et Gibbs lors de l'épisode précédent.

### Épisode 16:Retour vers le passé
- États-Unis /  Canada : 24 février 2015 sur CBS / Global
- Suisse : 17 mai 2015 sur RTS Un
- France : 13 novembre 2015 sur M6

- États-Unis : 17,38 millions de téléspectateurs[52](première diffusion)
- Canada : 2,84 millions de téléspectateurs[53] (première diffusion + différé 7 jours)
- France : 4,00 millions de téléspectateurs[54] (première diffusion)

- Alan Dale : Tom Morrow, chef de division de la sécurité intérieure
- Linda Gehringer : Michelle Stark
- Michael E. Knight : Leland Robert Spears
- Curt Cornelius : Lieutenant de police municipale Cody Oaks
- Adam Chambers : Robbie Hale
- Boise Holmes : Vigile
- Monica Lawson : Infirmière

- Abby porte l'ancien uniforme du NIS, il est bleu à la place de rouge. Il appartenait à son prédécesseur le Dr. Ward qui était expert en explosifs.
- On apprend qu'il y a 20 ans, Gibbs a effectué une douzaine de missions sous couvertures, alors qu'il était dans une unité spéciale créée par l'ancien directeur du NCIS, Tom Morrow. Gibbs portait le nom de Leland Robert Spears. L'unité était aussi composée de Mike Franks sous le faux nom d'Edgar Brown et de Jennifer Shepard sous le faux nom de Miranda Flemming.
- Rocky Carroll qui incarne Leon Vance n'apparaît pas dans cet épisode.

### Épisode 17:Escroc, mais pas trop
- États-Unis /  Canada : 10 mars 2015 sur CBS / Global
- Suisse : 24 mai 2015 sur RTS Un
- France : 20 novembre 2015 sur M6

- États-Unis : 16,22 millions de téléspectateurs[55](première diffusion)
- Canada : 2,55 millions de téléspectateurs[56] (première diffusion + différé 7 jours)
- France : 3,73 millions de téléspectateurs[57] (première diffusion) (Leader de la soirée)

- Robert Wagner : Anthony DiNozzo, Sr. (1/2)
- Patricia De Leon : Gloria Hernandez
- Christopher B. Duncan : Dale Harris, officier de la CIA
- Beverly Leech : Vice Amiral Janet Kleibor
- John Kassir : Perry Swann
- Sunkrish Bala : Sameer Aziz
- Ben Cain : Cy White
- BJ Mitchell : Malcolm White
- Erik Audé : L'homme en costume bleu

### Épisode 18:La Dent du dragon
- États-Unis /  Canada : 24 mars 2015 sur CBS / Global
- Suisse : 31 mai 2015 sur RTS Un
- France : 27 novembre 2015 sur M6

- États-Unis : 16,23 millions de téléspectateurs[58](première diffusion)
- Canada : 2,50 millions de téléspectateurs[59] (première diffusion + différé 7 jours)
- France : 3,91 millions de téléspectateurs[60] (première diffusion)

- Ellen Hollman : Agent spécial du NCIS Tina Larsen
- Margo Harshman : Delilah Fielding
- Scott Speiser : Agent spécial du HSI Rafi Ali
- Jay Ali : Omer Malik
- Lane Garrison : Sergent marine d'artillerie Holt Perkins
- Chris Bert : John Dorn
- Jed Rees : Voight Hex
- Simon Rex : Scott Bleeker
- Yaani King : Leandra Perkins
- Michelle Pascarella : Mallory Bleeker
- Chad Bennett : Agent de la sécurité intérieure #1
- Bryan Boone : Agent de la sécurité intérieure #2
- Charles Remley : Agent de la sécurité intérieure #3

### Épisode 19:Lex Talionis
- États-Unis /  Canada : 31 mars 2015 sur CBS / Global
- Suisse : 7 juin 2015 sur RTS Un
- France : 4 décembre 2015 sur M6

- États-Unis : 16,60 millions de téléspectateurs[61](première diffusion)
- Canada : 2,48 millions de téléspectateurs[62] (première diffusion + différé 7 jours)
- France : 3,78 millions de téléspectateurs[63] (première diffusion)

- Lisa Banes : Ambassadrice Olivia Edmunds
- Kathe Mazur : Vice Amiral de la Navy Dawn Tyson
- A Martinez : Tomás Orlando
- Arturo del Puerto : Eddie « Collarbone » Rosario
- Dan Thiel : Commandant de l'équipe SEAL Joe Hankos
- Stephanie Fantauzzi : Lolita Cortes
- Roxana Ortega : Docteur Susanna Soto
- Ryan Carlberg : Officier Quartier Maître de première classe John Goode
- Theresa June-Tao : Chrissy
- Samantha Cope : Heather
- Andrew Bongiorno (Lieutenant de la Navy Louis Freston)

### Épisode 20:Le Bon Samaritain
- États-Unis /  Canada : 7 avril 2015 sur CBS / Global
- Suisse : 14 juin 2015 sur RTS Un
- France : 11 décembre 2015 sur M6

- États-Unis : 16,85 millions de téléspectateurs[64](première diffusion)
- Canada : 2,62 millions de téléspectateurs[65] (première diffusion + différé 7 jours)
- France : 3,72 millions de téléspectateurs[66] (première diffusion)

- Robert Wagner : Anthony DiNozzo, Sr. (2/2)
- Marisol Nichols : Agent spécial de l'ATF Zoé Keates
- Myndy Crist : Jennifer Vickers
- Randy Vasquez : Agent spécial de l'ATF Philip Caffey
- Gill Gayle : Waylon
- Octavius J. Johnson : Gary
- Edward Edwards (en) (Vieil homme)
- Alexandra Kyle : Emma Vickers

- Dans la version française, Anthony DiNozzo Sr., aka Robert Wagner, lance à Tony la réplique "J'adore quand un plan se déroule sans accroc" car il a trouvé un appartement. Cette réplique est connue pour être celle du Colonel John "Hannibal" Smith (George Peppard) de la série L'Agence tous risques : Dominique Paturel est la voix française commune qui s'est permis ce petit clin d'oeil.

### Épisode 21:Comme un frère
- États-Unis /  Canada : 14 avril 2015 sur CBS / Global
- Suisse : 21 juin 2015 sur RTS Un
- France : 18 décembre 2015 sur M6

- États-Unis : 15,84 millions de téléspectateurs[67](première diffusion)
- Canada : 2,51 millions de téléspectateurs[68] (première diffusion + différé 7 jours)
- France : 3,53 millions de téléspectateurs[69] (première diffusion)

- John D'Aquino : Ken Ashmore
- Alanna Ubach : Analyste de la NSA Sofia Martinez
- Ted King : Caporal Daniel Collins
- Michael Marc Friedman : Sergent Artilleur Joseph Wilkes
- Rafi Silver : Qasim Naasir
- Gabeen Khan : Rasheed Naasir
- Dale Pavinski : Sergent des Marines Stephen O'Neill

### Épisode 22:Les Enfants perdus(1repartie)
- États-Unis /  Canada : 28 avril 2015 sur CBS / Global
- Suisse : 28 juin 2015 sur RTS Un
- France : 6 mai 2016 sur M6

- États-Unis : 14,85 millions de téléspectateurs[70](première diffusion)
- Canada : 2,34 millions de téléspectateurs[71] (première diffusion + différé 7 jours)
- France : 3,49 millions de téléspectateurs[72] (première diffusion)

- Matt L. Jones : Agent spécial Ned Dorneget
- Jamie Bamber : Jake Malloy, avocat de la NSA

### Épisode 23:Les Enfants perdus(2epartie)
- États-Unis /  Canada : 5 mai 2015 sur CBS / Global
- Suisse : 28 juin 2015 sur RTS Un
- France : 6 mai 2016 sur M6

- États-Unis : 14,05 millions de téléspectateurs[73](première diffusion)
- Canada : 2,17 millions de téléspectateurs[74] (première diffusion + différé 7 jours)
- France : 3,49 millions de téléspectateurs[72] (première diffusion)

- Tamer Hassan : Agah Bayar
- Matt L. Jones : Ned Dorneget , cyber-agent du NCIS
- Lindsey Kraft : Sarah Goode
- Mimi Rogers : Joanna Teague, officier de la CIA
- Daniel Zolghadri : Luke Harris

- Cet épisode a un lien avec l'épisode 12 de cette même saison.
- Lors de la scène de l'aéroport, Gibbs a la vision de tous les agents du NCIS décédés sur le tarmac : Chris Pacci, Jennifer Shepard, Michael Franks, Caitlin Todd, Paula Cassidy et Ned Dorneget. Des images d'archives des acteurs ont été montées spécialement pour l'occasion. Leur apparition n'est pas inscrite officiellement dans les crédits de fin.

### Épisode 24:Les Enfants perdus(3epartie)
- États-Unis /  Canada : 12 mai 2015 sur CBS[75] / Global
- Suisse : 5 juillet 2015 sur RTS Un
- France : 13 mai 2016 sur M6

- États-Unis : 14,75 millions de téléspectateurs[76](première diffusion)
- Canada : 2,418 millions de téléspectateurs[77] (première diffusion + différé 7 jours)
- France : 3,118 millions de téléspectateurs[78] (première diffusion)

- Mimi Rogers : Joanna Teague, officier de la CIA
- Muse Watson : Mike Franks

- Cet épisode laisse planer un doute sur l'avenir de Gibbs dans la série, en effet ce dernier est laisser pour mort à la fin de l'épisode.

## Cotes d'écoute au Canada anglophone

### Portrait global
- La moyenne de cette saison est d’environ 2,57 millions de téléspectateurs[Note 1].
- Note: Les cotes d'écoute au Canada sont toujours mesurées par la même compagnie, cette dernière ayant changé de nom durant l'été 2014. Ainsi BBM Canada est devenu Numeris.

### Données détaillées
| Numéro épisode | Titre original               | Diffuseur | Date de diffusion originale (2014-2015) | Heure         | Cotes d'écoute (en téléspectateurs) | Classement soirée | Classement semaine |
| -------------- | ---------------------------- | --------- | --------------------------------------- | ------------- | ----------------------------------- | ----------------- | ------------------ |
| 1              | Twenty Klicks                | Global    | Mardi 23 septembre 2014                 | 20h00 HE / HP | 2 976 000                           | 1                 | 4                  |
| 2              | Kill the Messenger           | Global    | Mardi 30 septembre 2014                 | 20h00 HE / HP | 2 861 000                           | 1                 | 5                  |
| 3              | So It Goes                   | Global    | Mardi 7 octobre 2014                    | 20h00 HE / HP | 2 565 000                           | 3                 | 6                  |
| 4              | Choke Hold                   | Global    | Mardi 14 octobre 2014                   | 20h00 HE / HP | 2 510 000                           | 3                 | 7                  |
| 5              | The San Dominick             | Global    | Mardi 21 octobre 2014                   | 20h00 HE / HP | 2 447 000                           | 2                 | 5                  |
| 6              | Parental Guidance Suggesting | Global    | Mardi 28 octobre 2014                   | 20h00 HE / HP | 2 438 000                           | 2                 | 4                  |
| 7              | The Searchers                | Global    | Mardi 11 novembre 2014                  | 20h00 HE / HP | 2 645 000                           | 1                 | 2                  |
| 8              | Semper Fortis                | Global    | Mardi 18 novembre 2014                  | 20h00 HE / HP | 2 600 000                           | 1                 | 2                  |
| 9              | Grounded                     | Global    | Mardi 25 novembre 2014                  | 20h00 HE / HP | 2 489 000                           | 1                 | 4                  |
| 10             | House Rules                  | Global    | Mardi 16 décembre 2014                  | 20h00 HE / HP | 2 496 000                           | 1                 | 1                  |
| 11             | Check                        | Global    | Mardi 6 janvier 2015                    | 20h00 HE / HP | 2 709 000                           | 1                 | 5                  |
| 12             | The Enemy Within             | Global    | Mardi 13 janvier 2015                   | 20h00 HE / HP | 2 812 000                           | 1                 | 1                  |
| 13             | We Built, We Fight           | Global    | Mardi 3 février 2015                    | 20h00 HE / HP | 2 464 000                           | 1                 | 3                  |
| 14             | Cadence                      | Global    | Mardi 10 février 2015                   | 20h00 HE / HP | 2 492 000                           | 1                 | 2                  |
| 15             | Cabin Fever                  | Global    | Mardi 17 février 2015                   | 20h00 HE / HP | 2 550 000                           | 1                 | 6                  |
| 16             | Blast From the Past          | Global    | Mardi 24 février 2015                   | 20h00 HE / HP | 2 841 000                           | 1                 | 2                  |
| 17             | The Artful Dodger            | Global    | Mardi 10 mars 2015                      | 20h00 HE / HP | 2 553 000                           | 1                 | 3                  |
| 18             | Status Update                | Global    | Mardi 24 mars 2015                      | 20h00 HE / HP | 2 500 000                           | 1                 | 1                  |
| 19             | Patience                     | Global    | Mardi 31 mars 2015                      | 20h00 HE / HP | 2 484 000                           | 1                 | 2                  |
| 20             | No Good Deed                 | Global    | Mardi 7 avril 2015                      | 20h00 HE / HP | 2 620 000                           | 1                 | 2                  |
| 21             | Lost In Translation          | Global    | Mardi 14 avril 2015                     | 20h00 HE / HP | 2 515 000                           | 1                 | 2                  |
| 22             | Troll                        | Global    | Mardi 28 avril 2015                     | 20h00 HE / HP | 2 344 000                           | 1                 | 2                  |
| 23             | The Lost Boys                | Global    | Mardi 5 mai 2015                        | 20h00 HE / HP | 2 170 000                           | 1                 | 3                  |
| 24             | Neverland                    | Global    | Mardi 12 mai 2015                       | 20h00 HE / HP | 2 418 000                           | 1                 | 2                  |